# GayVN Award
Nagroda GayVN (ang. GayVN Award) – nagroda filmowa przyznawana corocznie w latach 1998–2011 i od 2018 twórcom gejowskiej pornografii. W latach 1990–1997 plebiscyt organizowała redakcja czasopisma „AVN”, która przyznawała nagrody dla twórców gejowskiej pornografii na gali rozdania AVN Awards.
Zwycięzców wyłania komisja konkursowa i widzowie w głosowaniu internetowym. Nagrody jurorskie wręczane są w kategoriach: najlepszy aktor, najlepszy film z seksem, najlepsza scena z „miśkiem”, najlepszy reżyser (w filmie fabularnym i niefabularnym), najlepsza scena duetu, najlepsza fabuła, najlepsza scena fetyszu, najlepsza scena seksu grupowego, najlepszy marketing, najlepszy debiutant, najlepszy aktor wspierający, najlepsza scena z „twinkiem” i wykonawca roku, zaś internauci wyłaniają m.in. ulubionego: „miśka”, ciało, tyłek, penisa, „tatuśka”, „twinka”, chłopca z kamerki, bloga branżowego, stronę internetową gwiazdy porno, najgorętszego debiutanta i gwiazdę mediów społecznościowych. W związku z licznymi protestami organizatorzy przed galą w 2018 wycofali nagrodę jurorską za najlepszą scenę etniczną.